# 증주당현절구삼체시법 권1
증주당현절구삼체시법 권1(增註唐賢絶句三體詩法 卷一)은 인천광역시 연수구 가천박물관에 있는 조선시대의 책이다. 2012년 7월 26일 인천광역시의 유형문화재 제65호로 지정되었다.

## 개요
『증주당현절구삼체시법』은 송(宋)나라 주필(周弼)이 칠언절구, 칠언율시 그리고 오언율시 등 삼체시(三體詩)만을 모아 편찬한 시선집(詩選集)이다. 
주필은 작시(作詩)의 모범으로 여겨졌던 당시(唐詩)를 편리하게 감상하고 한시의 표현기법과 구성형식을 체계적으로 습득하기 위하여 이 책을 편찬하였다. 거기에 석원지(釋圓至)가 주를 달고 배유(裵庾)가 증주(增註)하였으며, 조선 초기에 원나라에서 유입된 판본을 저본으로 삼아 번각(飜刻)한 것이다. 이후 조선시대 중기 무렵까지 간행이 이루어졌는데 경상도를 비롯해 전라도, 충청도 등을 중심으로 널리 유통되었으며, 당시를 학습할 때 사용되었다. 
이 책의 권수(卷首)에는 1305년(고려, 충렬왕 31)에 쓴 방회(方回)의 서문과 「당삼체시주강목(唐三體詩註綱目)」이 수록되어 있고, 당시가 지어진 시기에 제작된 당나라 지도와 이에 대한 해설인 「당분10도지도(唐分十道之圖)」등 5개의 지리도설(地理圖說)이 수록되어 있다. 
삽도에 이어 1309년(충선왕 1) 9월에 배유가 쓴 「구명공교정자목(求名公校正咨目)」,「제가집주당시삼체가법제례(諸家集註唐詩三體家法諸例)」, 「10조(十條)」,「당세계기년(唐世系紀年)」이 실려 있다. 
이어 당시(唐詩) 작가인 두상(杜常), 벽능(蘗能) 등 167명의 이름이 나열되어 있으며, 권수제 아래에는 찬(撰), 주(註), 증주(增註) 등의 저자사항이 기록되어 있다. 본문에는 각 167명에 대한 간략한 전기(傳記)가 실려 있고, 이어 3권으로 나누어 작가들의 시를 수록하고 있다.
이 책은 한시를 학습하려는 사람들이 참고한 일종의 시학교제(詩學敎材)로서 한문학 연구에 중요한 자료이며, 서지학 연구에 있어서도 귀중한 자료가 된다.

## 참고 문헌
- 증주당현절구삼체시법 권1 - 국가유산청 국가유산포털